# HD 100546 b

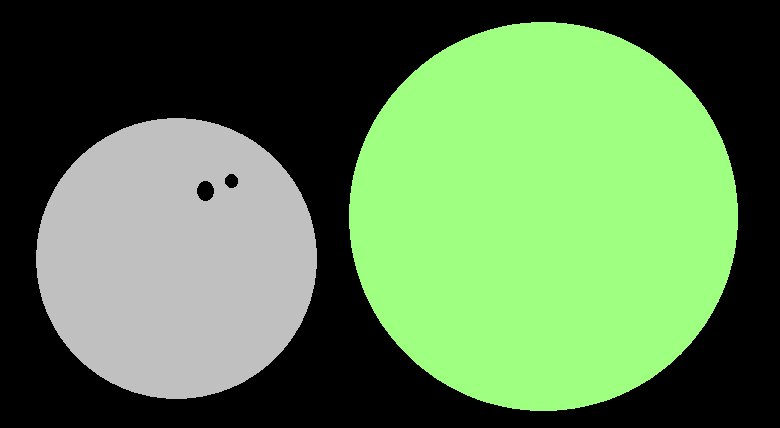
So sánh Mặt Trời (trái) và HD 100546 b (phải)

HD 100546 b (còn gọi là KR Muscae b) là một sao lùn nâu nằm cách Trái Đất 350 ly. HD 100546 b quay quanh HD 100546 và cách HD 100546 một khoảng bằng 13 AU. Nó còn có tên là KR Muscae b. Bằng chứng cho việc nó đồng hành với HD 100546 được thu thập bằng máy quang phổ UVES echelle tại VLT ở Chile. HD 100546 b có thể là ngoại hành tinh lớn nhất từng được phát hiện với kích thước và đĩa xung quanh khoảng 6,9 R J; kích thước của này đặt nó gần biên giới giữa một hành tinh lớn và một sao lùn nâu.

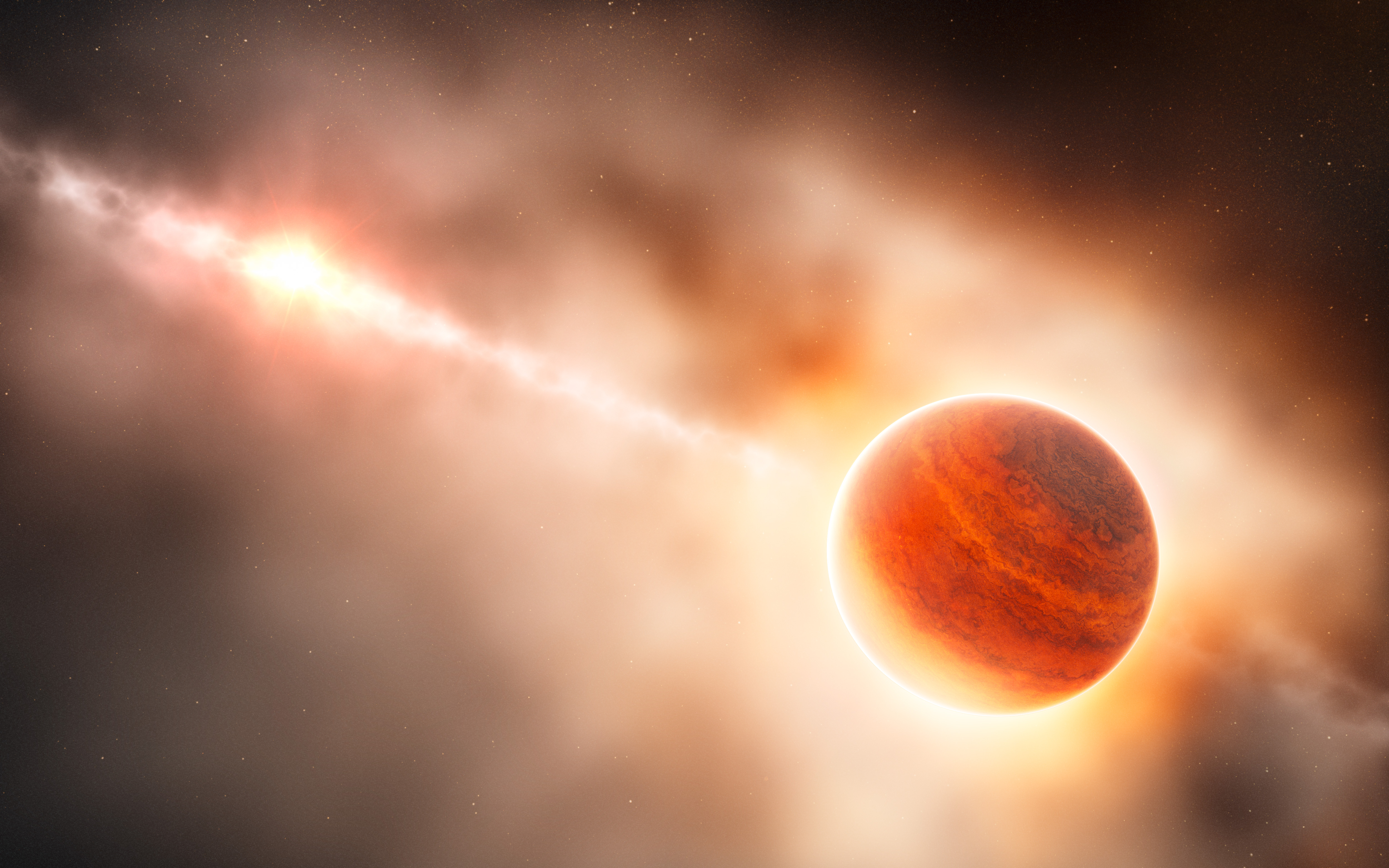
HD 100546 b